# Mahammad Mirzali
Mahammad Mirzali, né le 5 février 1994 à Göyçay (Azerbaïdjan), est un blogueur, vidéaste web et dissident politique azerbaïdjanais.
Il grandit dans une famille politisée et s'engage dès sa jeunesse contre la corruption, puis au sein de l'opposition au régime d'Ilham Aliyev. Il se fait connaître pour ses vidéos et posts dénonçant la corruption des autorités et subit de fortes pressions politiques. Réfugié en France depuis 2016, il y est victime de plusieurs tentatives d'assassinat, en 2020, 2021 et 2022.

## Biographie

### Jeunesse et premiers engagements
Mahammad Mirzali naît le 5 février 1994 et grandit à Göyçay, une ville de 40 000 habitants environ, au centre de l'Azerbaïdjan, à près de 200 km à l'ouest de Bakou. Sa mère reste au foyer, son père est électricien et ne gagne que l'équivalent de 200 euros par mois. La famille est obligée de vendre une partie de la production de son potager pour subvenir à ses besoins,. Son père est très critique du régime d'Ilham Aliyev ; il emmène Mahammad manifester en faveur de la transparence démocratique dès 2003, à l'âge de 9 ans. Il milite pour le principal parti d'opposition du pays, le Front populaire d'Azerbaïdjan. La famille s'informe grâce aux médias indépendants ou critiques du régime, comme Azadliq ou Radio Free Europe.

### Premiers engagements et service militaire
En 2012, peu après les Printemps arabes, alors qu'il a à peine 18 ans, Mahammad Mirzali publie ses premiers posts sur Facebook, pour dénoncer la corruption dans le système scolaire, où il est selon lui nécessaire de payer ses professeurs pour réussir. Les autorités s'intéressent rapidement à ses publications et il est arrêté une première fois. Les autorités tentent de le persuader d'arrêter ses posts, puis menacent son père de licenciement. Après avoir adhéré au Front populaire et fondé un groupe Facebook contestataire, il est arrêté une seconde fois. Le régime lui propose 1 000 euros pour cesser toute publication, mais il refuse.
Après une nouvelle manifestation, il est renvoyé du lycée et envoyé de force faire son service militaire pour 18 mois, dans l'infanterie de marine. Il est passé à tabac par les responsables militaires en raison de ses engagements. Au bout de six mois, il filme et diffuse des preuves de vols de rations commis par des officiers, ce qui donne lieu à une importante controverse sur la corruption dans l'armée et les conditions d'accueil des recrues. Mahammad Mirzali provoque également le renvoi d'un vice-amiral, impliqué dans une affaire de détournement de fonds,.
Il souhaite ensuite intégrer l'université, pour entamer des études d'histoire, mais sa candidature est rejetée. Selon lui, la cause est la corruption : il faut verser un bakchich de plusieurs milliers d'euros pour pouvoir rentrer à la fac. En raison de ses positions politiques, il est refusé dans tous les petits boulots auxquels il postule. Il reprend alors ses activités de blogueur antigouvernemental et se fait arrêter une troisième fois. Il est obligé de signer des aveux, sous peine d'être victime d'un kompromat : une accusation d'agression sexuelle montée de toutes pièces.
Il est condamné à vingt jours de prison, où, selon ses dires, il est frappé tous les jours par les gardiens. Ils lui ordonnent de cesser ses publications, ce qu'il refuse, avant d'être menacé de viol. Il finit par accepter de mettre fin à ses activités politiques et s'installe à Bakou, où il travaille comme garagiste.

### Débuts comme vidéaste et fuite du pays
Mais très vite, Mahammad Mirzali recommence les prises de positions contestataires. En 2015, il lance sa chaîne YouTube Made in Azerbaijan (qui comptera en 2024 330 000 abonnés). Il y prend des positions politiques fortes contre le régime d'Ilham Aliyev, dénonçant les violations des droits de l'homme, les atteintes anti-démocratiques et la répression. Le blogueur critique aussi la corruption, le détournement des profits du secteur pétrolier et l'enrichissement personnel des dignitaires. Il s'en prend directement à la famille présidentielle, aux responsables politiques, aux entreprises d'État et aux cadres de l'armée. Il cible notamment Mehriban Aliyeva, la femme du président, habituée des voyages, dirigeante de la Fondation Heydar-Aliyev. Le style de ses montages, parfois osés, est comparé à celui de Charlie Hebdo,.
On lui propose d'importantes sommes d'argent pour qu'il garde le silence, mais il refuse et décide de rendre public ces offres sur sa chaîne. Sa chaîne gagne en qualité et en notoriété, diffusant désormais des reportages journalistiques et des prises de positions politiques directes.
En 2016, Mahammad Mirzali est contraint de fuir le pays en raison des intimidations et menaces politiques qui le visent. Il explique avoir choisi la France car elle est vue en Azerbaïdjan comme un pays hostile en raison de son soutien diplomatique à l'Arménie. D'ailleurs, Mirzali exprime son soutien à une résolution pacifique du conflit du Haut-Karabagh, ce qui lui vaut des insultes de la part de la communauté azerbaïdjanaise en ligne. Il pense être mieux protégé en France car elle n'accepte pas l'extradition des opposants recherchés vers son pays d'origine. À 22 ans, il arrive ainsi en France et obtient le statut de réfugié politique. Il vit dans des conditions précaires, quelque temps à Château-Gontier, où reçoit des SMS de menaces, puis à Perpignan, mais un inconnu le rencontre et fait le lien avec son activité de vidéaste antigouvernemental. Il s'installe ensuite à Nantes, où il continue à produire du contenu. Il travaille également « dans le bâtiment, la restauration et comme livreur ».
Ses vidéos déplaisent au pouvoir. Selon Laurent Richard, fondateur de Forbidden Stories, en 2018, alors qu'il est installé en France, son père est arrêté par la police en Azerbaïdjan, et les autorités lui ordonnent de faire cesser la publication des vidéos de son fils. Mahammad Mirzali refuse et la police s'en prend à son père, à qui ils cassent les dents. Son père est plusieurs fois arrêté par la police et violenté,,.

### Menaces et chantage

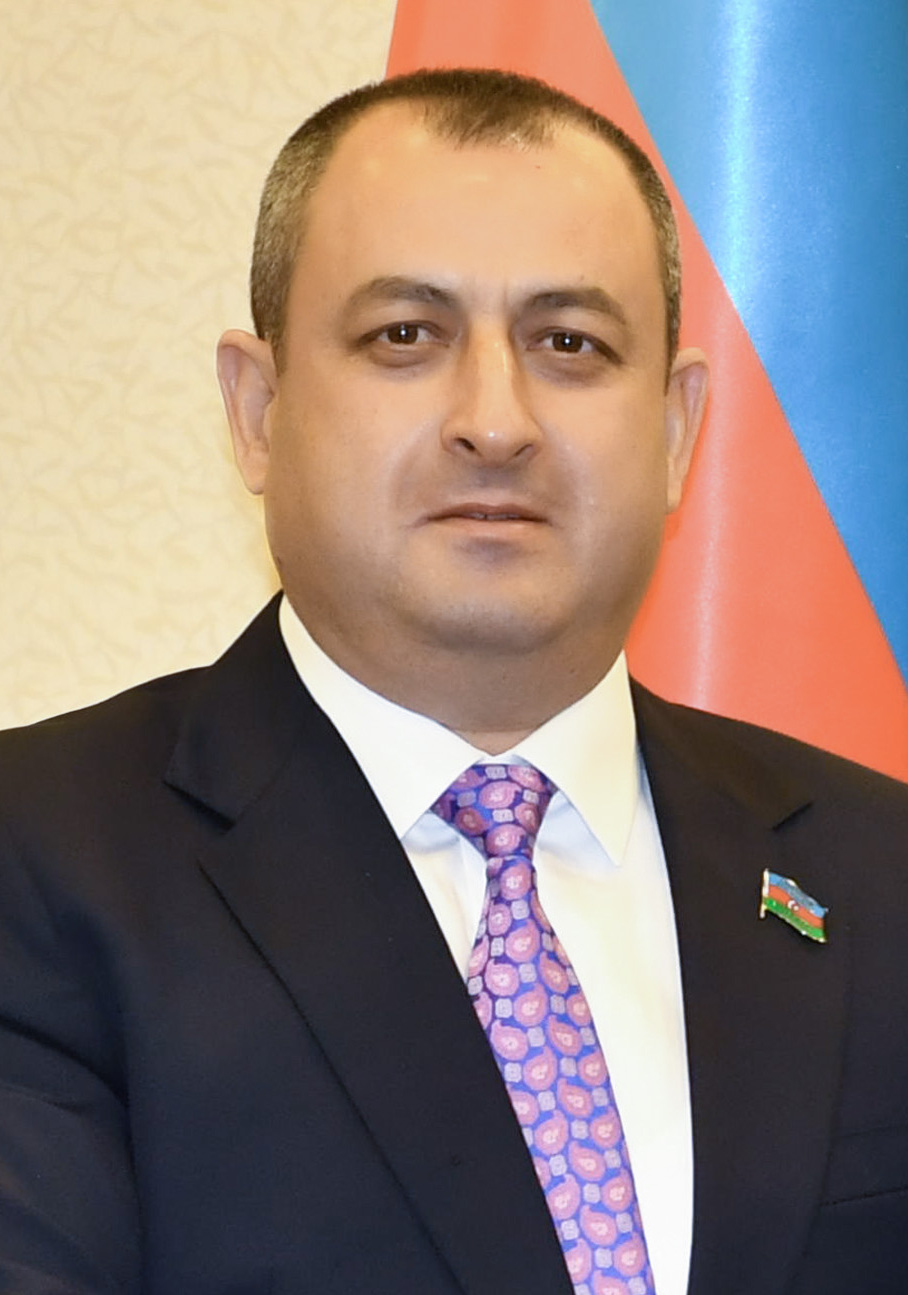
Adil Aliyev en 2021.

Le 24 mai 2020, Adil Aliyev, le vice-président de l'Assemblée nationale d'Azerbaïdjan et amateur de kick-boxing, menace l'opposant par le biais d'une photographie de son passeport publiée sur les réseaux sociaux, légendée « Rira bien qui rira le dernier »,. Un député proche du pouvoir, Siyavouch Novrouzov, se félicite la même année devant le Parlement des attaques qui pourraient viser les blogueurs d'opposition et appelle le gouvernement à décorer leurs auteurs. Une personne anonyme tente de le faire chanter en menaçant de diffuser des vidéos à caractère intime de sa sœur, restée en Azerbaïdjan. Les vidéos avaient été tournées quelques mois plus tôt par son mari en caméra cachée ; elle le soupçonne d'être un policier infiltré. Elle est obligée de s'exiler en Géorgie. En juin 2021, une pierre est jetée à travers son pare-brise, avec un message de menaces.
Pour une militante de Reporters sans frontières, le pouvoir azerbaïdjanais n'a pas besoin de commanditer directement des violences contre ses opposants, mais utilise plutôt les menaces, car « les cibles du pouvoir sont connues ». Des personnalités de haut rang, jusqu'au Parlement, sont impliquées. 

### Tentatives d'assassinat en France
Installé à Nantes, Mahammad Mirzali habite un petit appartement, avec son chien. Il reçoit des papiers et le droit de rester en France, et continue à cumuler ses activités militantes et des petits boulots. Cependant, il est victime d'au moins trois tentatives d'assassinat, en octobre 2020, mars 2021 et juin 2022, Le Figaro évaluant leur nombre à cinq.

#### Première tentative en 2020
La première tentative d'assassinat a lieu le matin du 6 octobre 2020 à Nantes. Alors que Mahammad Mirzali se prépare à prendre la voiture, elle refuse de démarrer. Un homme s'approche avec une arme de la vitre conducteur avant. Il charge le pistolet, met en joue le blogueur, mais l'arme s'enraie et Mirzali échappe à l'assassinat. Il parvient à quitter la voiture et à s'enfuir, mais est touché à l'épaule. Plusieurs autres balles sont tirées mais touchent le siège passager alors qu'il est déjà hors de portée ; il fait trop sombre pour que le tireur s'aperçoive de la fuite du jeune homme. Mahammad Mirzali identifie par la suite l'homme ayant tenté de l'assassiner comme étant un homme portant la fausse identité d'« Andreï Topal ».

#### Deuxième tentative en 2021
Dans la journée du 14 mars 2021, alors qu'il sort promener son chien sur le quai de la Fosse à Nantes, il se rend compte qu'il est suivi par une Ford Fusion en mauvais état. Il appelle la police, mais avant qu'elle arrive, trois hommes sortent de la voiture et le poursuivent sur le quai. Il est agressé à coups de pied puis au couteau. Les tueurs tentent de l'égorger, puis de lui couper une oreille, pendant qu'il se protège des attaques les plus violentes ; il est ensuite laissé pour mort, après avoir reçu de multiples coups de couteau (16) aux avant-bras et à la nuque. À l'issue d'une opération chirurgicale de six heures, le blogueur conserve d'importantes séquelles, notamment une cicatrice sur la nuque. Dans le même temps, les membres du commando activent un réseau de complices pour prendre la fuite à l'étranger, après avoir pris une photo devant la tour Eiffel. 
Après son opération, Mahammad Mirzali obtient l'allocation aux adultes handicapés et est également placé sous protection policière. 

#### Troisième tentative en 2022
Le 12 juin 2022, la police arrête à un péage sur l'A11, à Corzé, à proximité d'Angers, deux véhicules dont les passagers ont en leur possession plusieurs armes, dont un pistolet d'alarme modifié pour tirer de vraies balles et plusieurs couteaux. Ils se dirigent vraisemblablement vers le domicile de Mahammad Mirzali, dont ils ont recherché l'adresse peu de temps avant ; elle est entrée dans le GPS de l'un des véhicules. Les hommes arrêtés sont équipés de faux papiers moldaves ou azerbaïdjanais, l'un deux se trouvant être « Andreï Topal ». 
Après une fouille de l'appartement du dissident, tout danger est écarté. Sa protection est cependant renforcée,. Mahammad Mirzali indique avoir été prévenu deux semaines avant par une source en Azerbaïdjan que sa vie était en danger et qu'un groupe de tueurs s'apprêtait à le cibler.

### Vie personnelle après 2023
De nombreux messages de haine ou de menace — jusqu'à 2 000 par jour — s'ajoutent aux agressions physiques : des internautes lui envoient des insultes ou des clichés de son lieu de résidence, pour tenter de le faire taire. Mahammad Mirzali continue cependant à poster des vidéos sur sa chaîne, alimentées grâce à des témoignages reçus d'Azerbaïdjan, mais il est obligé de vivre reclus chez lui, dans un appartement de 9 m2 aux coordonnées tenues secrètes. Il est rejoint par ses parents, qui ont eux aussi fui le pays,. Il est sous haute protection, l'une des personnes lesm ieux protégées de France : selon Le Figaro, à l'exception des personnalités politiques, seule une autre personne en France bénéficie d'un dispositif de protection si important : un opposant russe en exil à Biarritz. France Info précise que le jeune homme est entouré en permanence de cinq agents antiterroristes et ne se déplace qu'en voiture blindée. Chacun de ses déplacements est précédé d'un repérage.
À partir de 2021, le dissident reçoit le soutien du député européen François-Xavier Bellamy, particulièrement actif dans la dénonciation des actions du régime de Bakou en France. Ils font connaissance et deviennent proches,.
Il déclare en janvier 2023 qu'il ne referait plus le choix de dénoncer la corruption s'il pouvait revenir en arrière, mais que son combat « n'est plus qu'une affaire personnelle », concluant : « je veux venger ma famille, pour cela je continuerai de me battre jusqu’au bout ».
À partir de 2023, alors qu'il cherche du travail, les employeurs potentiels sont découragés par l'ampleur de son dispositif de sécurité. Il dit avoir l'intention de demander la nationalité française au cours de l'année 2024, après avoir appris le français tout seul. Il espère cependant pouvoir émigrer à nouveau vers les États-Unis, après avoir déclaré en 2022 : « La vie, c'est mort en France pour moi », en raison du dispositif de protection imposant qui l'oblige à vivre confiné.

## Affaires judiciaires

### Poursuites judiciaires en Azerbaïdjan
Le 2 juin 2018, Mahammad Mirzali est inculpé sur le fondement du Code criminel. Il est accusé d'avoir incité à des émeutes et désobéi aux autorités. Étant introuvable, il est visé par un mandat de perquisition et une mesure de détention provisoire.
En mars 2025, toujours réfugié en France, il est assigné à comparaître par le Bureau du procureur général de la république d'Azerbaïdjan, accusé d'avoir « appelé à la prise de pouvoir par la force » en 2021 et 2022. Un mandat d'arrêt international est émis contre lui.

### Enquête judiciaire faisant suite aux tentatives d'assassinats
Au cours des enquêtes faisant suite aux deux dernières tentatives d'assassinat, la police judiciaire de Nantes est aidée de l'Office central de lutte contre le crime organisé, et Mahammad Mirzali est également autorisé à enquêter de son côté. Ils rendent un long acte d'accusation concluant à l'existence d'un « commando [azerbaïdjanais] qui a traversé l’Europe pour se rendre à Nantes et tuer Mahammad Mirzali ». Après des arrestations dans plusieurs pays européens, dix hommes sont inculpés le 8 octobre 2024 et renvoyés devant la cour d'assises d'Ille-et-Vilaine « pour « tentative de meurtre en bande organisée » ou complicité du même chef (pour l’attaque de 2021), et d’« association de malfaiteurs en vue de la préparation d’un crime » (pour celle, avortée, de 2022) ». Des dix accusés, tous sont « ethniquement azéris » mais ils possèdent plusieurs nationalités, certains étant géorgiens ou turcs ; plusieurs ont fait de la prison pour de précédents crimes ou sont d'anciens soldats. Six sont en détention provisoire en France, deux placés sous contrôle judiciaire et les deux derniers sont en fuite à l'étranger, sous le coup d'un mandat d'arrêt. Parmi les accusés figurent non seulement des hommes de mains liés au crime organisé, mais aussi des personnes se déclarant « opposants politiques » et affirmant avoir subi la torture,,,. 
Cependant, seuls des exécutants ou des complices de faible importance sont retrouvés, les commanditaires restant inconnus, malgré la mise à contribution des autorités judiciaires d'autres pays européens, comme la Pologne ou l'Allemagne. Les enquêteurs identifient toutefois plusieurs membres importants du commando, dont l'un des leaders, répondant au nom d'« Andreï Topal » : il s'appelle Emin Q. et est un leader mafieux des vory v zakone, utilisant plusieurs identités et populaire dans le milieu mafieux. Interrogé par les enquêteurs, il nie toute implication, malgré les preuves retrouvées. Parmi le commando figure également Ramazan Y., de son vrai nom Rovchan Aliyev, un ancien agent du Service de sécurité d'État (en) (DTX) visé par une notice rouge, ayant fait défection et détenteur d'informations sur les activités azerbaïdjanaises,. 
Des conversations enregistrées impliquant Emin Q. font ressortir le nom d'une entreprise, la State Oil Company of Azerbaijan Republic (SOCAR) et d'un homme surnommé « Anar ». Le blogueur Mahammad Mirzali affirme qu'il s'agit d'Anar Alizade, entrepreneur lié à la compagnie pétrolière et en conflit avec le dissident en raison de ses enquêtes. Il est d'ailleurs accusé de diffamation par la SOCAR. Anar Alizade dément, dans un droit de réponse, toute implication, mais Libération maintient ses informations. Pour l'avocat de l'opposant, dans l'affaire, les personnes citées pourraient « n'être que des fusibles » cachant des responsabilités plus profondes, qu'il espère voir émerger lors du procès.
Mahammad Mirzali affirme en 2023 que l'enquête est ralentie par des intérêts géopolitiques : le gaz naturel issu d'Azerbaïdjan est l'une des solutions de remplacement du gaz russe dans le contexte de l'invasion de l'Ukraine, ce qui inciterait les États européens à ne pas mécontenter le régime d'Ilham Aliyev. Mirzali déplore également le manque d'intérêt pour les opposants au régime azerbaïdjanais, contrairement aux personnalités opposées à Vladimir Poutine. Le parquet répond en déclarant que la longue durée de la procédure est normale en raison de la complexité de l'affaire. 
En janvier 2025, le procès aux assises pour les tentatives d'assassinats l'ayant visé n'a pas encore débuté. Le 3 juin 2025, un des hommes arrêtés au péage de Corzé est condamné à 10 ans de prison par le tribunal correctionnel de Rennes pour « association de malfaiteurs en vue de la préparation d’un crime ».